# شوالیه سایه‌ها: میان یین و یانگ
شوالیه سایه‌ها: میان یین و یانگ (انگلیسی: The Knight of Shadows: Between Yin and Yang) یک فیلم در ژانر درام کمدی و فانتزی به کارگردانی یان جیا است که در سال ۲۰۱۹ منتشر شد.